# Château d'Opočno
Le château d'Opočno est un château tchèque de style Renaissance situé dans la ville d'homonyme, en République Tchèque.
Le château, dont la localisation est mentionnée dès 1068, est construit sur le site d'un ancien château gothique.
Il a appartenu à la famille Trčka de 1553 jusqu'à 1634 et la mort de Adam Erdmann von Trčka. Il est ensuite acheté par la famille Colloredo. Ces derniers le modifient sensiblement et y ajoutant des jardins à l'anglaise.
Le château est maintenant un musée avec une galerie, une librairie, des collections ethnographiques et une armurerie qui présente des armes orientales du XVIe au XIXe siècle.
Pendant la période communiste, le pouvoir a pris possession du château. En 2003, la justice tchèque le rend à la famille Colloredo mais cette décision a été invalidée en 2007.
Parmi les collections du château, on trouve un panneau représentant Jésus parmi les docteurs et réalisé par un suiveur de Jérôme Bosch.

## Source
- (en) Cet article est partiellement ou en totalité issu de l’article de Wikipédia en anglais intitulé « Opočno Castle » (voir la liste des auteurs).